# Evin Aghassi

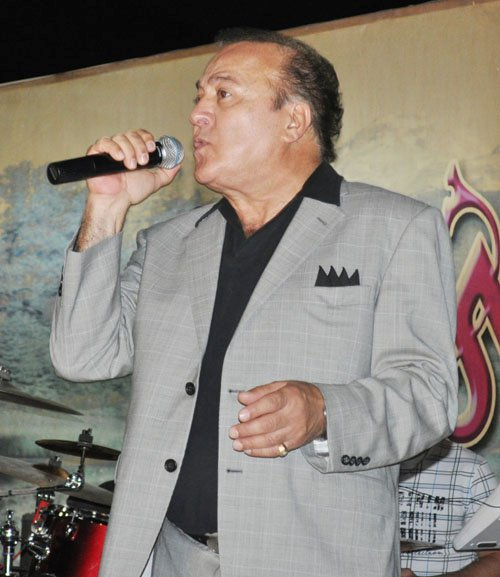
Evin Aghassi

Evin Aghassi (* 1945 in Kermanschah, Iran; † 17. September 2024 in Modesto, Kalifornien) war ein zur Gemeinschaft der Assyrer gehörender Sänger, der in den USA lebte.

## Leben und Tod
Im Jahre 1976 wanderte er aus Urmia im heutigen Iran in die USA aus. Sein erstes Album 1959 kam 1959 heraus, sein 30. Album Happiness stammte aus dem Jahr 2006. Er war einer der erfolgreichsten assyrischen Sänger.
Er starb am 17. September 2024 in Modesto, Kalifornien.

## Diskografie

### Singles (Auswahl)
- Roosh
- Sneeghoota
- Len Miro
- Saara (Original: İbrahim Tatlıses – Haydi Söyle)